# ادواردو ماشانجلو
ادواردو ماشانجلو (ایتالیایی: Edoardo Masciangelo؛ زادهٔ ۸ ژوئیهٔ ۱۹۹۶) بازیکن فوتبال اهل ایتالیا است.
از باشگاه‌هایی که ماشانجلو در آن بازی کرده‌است می‌توان به باشگاه فوتبال زیر ۲۳ سال یوونتوس اشاره کرد.